# Alone in the Dark: The New Nightmare
Alone in the Dark: The New Nightmare ist der vierte Teil der Computerspielreihe Alone in the Dark und erschien 2001 für Windows, PlayStation, PlayStation 2, Dreamcast und Game Boy Color, 2011 auch für PlayStation 3. Anders als die drei vorherigen Titel wurde The New Nightmare nicht mehr von Infogrames selbst, sondern als Auftragsarbeit vom französischen Entwickler Darkworks entwickelt. Das Spiel diente als Hintergrund zur 2005 erschienenen Verfilmung der Reihe durch Uwe Boll.

## Handlung
The New Nightmare spielt im Jahr 2001 und erfordert keinerlei Vorkenntnisse über die Handlung der Vorgänger. Edward Carnby, die Spielfigur der vorherigen Teile und „Detektiv des Unergründlichen“, arbeitet mittlerweile für das FBI in einer geheimen, auf paranormale Aktivitäten spezialisierten Ermittlungsabteilung mit der schlichten Bezeichnung 713. Deren Gründer Charles Fiske, ein Freund Carnbys, wird auf der Insel Shadow Island vor der Küste von Maine tot aufgefunden. Carnby macht sich an die Aufklärung des Falles. Er erfährt, dass Fiske auf der Suche nach drei antiken Schrifttafeln des Indianerstammes der Abkani war. Zusammen mit der Anthropologin Aline Cedrac fliegt Carnby nach Shadow Island. Doch während des Landeanfluges stürzt der Flieger ab. Carnby und Cedrac können sich zwar durch Fallschirme retten, werden dabei aber getrennt. Aline landet auf dem Dach des Herrenhauses Morton, während sich Carnby in einem Waldstück wiederfindet. Die beiden beginnen getrennt voneinander mit der Erkundung des Herrenhauses bzw. seiner Umgebung. Dadurch ergeben sich zwei unterschiedliche Handlungsverläufe.

## Spielprinzip
Ähnlich wie im ersten Teil hat der Spieler die Wahl zwischen zwei Spielfiguren, dem Privatdetektiv Edward Carnby oder der jungen Forscherin Aline Cedrac. Die Wahl hat Auswirkungen auf den Startort und die Ausrüstung. Daraus ergibt sich ein unterschiedlicher Spielverlauf, die zentrale Handlung bleibt jedoch gleich. Während Carnbys Lösungsweg etwas actionbetonter ist, stehen bei Cedrac die Rätsel mehr im Vordergrund. Beide Hauptfiguren begegnen sich im Handlungsverlauf mehrfach und tauschen sich per Funk aus. Das Spielgeschehen wird aus unterschiedlichen Kamerawinkeln präsentiert. Die dreidimensionalen Spielfiguren agieren vor vorgerenderten, zweidimensionalen Kulissen und werden vom Spieler über das Gamepad oder die Tastatur direkt gesteuert.
Das Spiel besteht aus einer Mischung aus Erkundung der Spielwelt, dem Lösen von Rätseln und dem Bekämpfen von unnatürlichen Kreaturen. Ein wesentliches Spielelement ist die Taschenlampe, die auf vielfache Weise verwendet werden kann, etwa zum Aufspüren wichtiger Gegenstände und Informationen, zum Lösen von Rätseln und zum Verjagen von Kreaturen.

## Entwicklung
Das Spielkonzept sowie die Fassungen für PlayStation und Dreamcast entstanden beim französischen Entwicklerstudio Darkworks. Dieses hatte für das Spiel eine eigene Game-Engine entwickelt, die es erlaubte, das Licht der Taschenlampe korrekt auf die 2D-Hintergründe zu berechnen. Hauptverantwortlich für die Handlung und das Szenario war Studio-Mitbegründer Antoine Vilette, der sich nach den Abweichungen des zweiten und dritten Teils wieder maßgeblich von den Werken des Autors H. P. Lovecraft beeinflussen ließ. Die Portierungen auf Windows und PlayStation 2 wurden von Spiral House übernommen. Die Portierung auf Game Boy Color stammt von den Pocket Studios. Insgesamt waren rund 80 Personen an der Entwicklung beteiligt.
Zwischen den Geschehnissen in Alone in the Dark 3 und The New Nightmare liegt eine Zeitspanne von 75 Jahren, die Hauptfigur Edward Carnby ist jedoch nicht erkennbar gealtert. Hauptgrund für diese Entscheidung war gemäß Spiral Houses technischem Leiter Bobby Earl eine Anpassung an die Zielgruppe, die sich mit einem gealterten Helden voraussichtlich nicht identifizieren könne. Gemäß Angabe im Handbuch wurde Carnby daher erst 1968 geboren, eine Angabe, die auch der Film übernimmt. Ein erzählerischer Erklärungsversuch wurde erst mit dem 5. Teil der Alone-in-the-Dark-Reihe nachgereicht.
Die PlayStation-2-Fassung entspricht der Version für die erste PlayStation, mit einigen grafischen Verbesserungen wie einer höheren Auflösung und einem in Echtzeit berechneten Schattenwurf der Figuren. Sie wurde lediglich in Europa veröffentlicht. Die PC-Fassung ist nahezu identisch zur PlayStation-Fassung, besitzt jedoch eine Schnellspeichern- und Schnellladen-Funktion, während der Spieler in der Konsolenfassung Amulette finden und benutzen muss. Schatteneffekte lassen sich in den Grafikoptionen optional hinzuschalten.
Die Veröffentlichung in Japan hatte sich ursprünglich Capcom, Hersteller der Konkurrenzreihe Resident Evil gesichert, doch zu dieser Veröffentlichung kam es nicht. 2002 wurde das Spiel dann schließlich durch CyberFront in Japan veröffentlicht, jedoch nur mit englischer Sprachausgabe und japanischen Untertiteln. 2011 wurde die PlayStation-Fassung für PlayStation 3 neuveröffentlicht.

## Rezeption
Alone in the Dark: The New Nightmare erhielt gemischte Wertungen. Am besten bewertet wurden dabei die Konsolenfassungen für PlayStation und Dreamcast (Metacritic: 77 von 100 (PS)/75 (DC))

„DarkWorks hat wahrlich das Letzte aus der PSone gekitzelt! Das Spiel hat einfach alles: Atmosphäre, Abwechslung, Herausforderung, eine grandiose Story, und das alles ohne nennenswerte Mankos. […] Alone in the Dark: The new nightmare [sic] braucht sich nicht hinter einem Resident Evil oder Silent Hill zu verstecken – ganz im Gegenteil! Denn wo Resident Evil & Co. aufgehört haben, fängt Alone in the Dark erst an. Alone in the Dark: The new nightmare ist nicht nur ein Spiel, es ist ein Erlebnis!“

Andere Magazine werteten deutlich weniger positiv, unter anderem über die PC-Fassung (Metacritic: 66 von 100):

“It’s a clumsy port, but what’s even more disappointing is that it’s a clumsy port of only a middling console game.”

„Es ist eine dürftige Portierung; aber was noch viel mehr enttäuscht, es ist die dürftige Portierung eines gerademal mittelmäßigen Konsolenspiels.“

Auch die technische Qualität der PS2-Fassung wurde bemängelt:

„Alone in the Dark: The new Nightmare [sic] für PS2 ist inhaltlich mit der PSone-Version identisch. Die spannende Story ist nicht minder fesselnd und auch die Schreckmomente sorgen für ausreichend Gänsehaut. Leider hat man sich bei der PS2-Umsetzung in technischer Hinsicht nicht sehr viel Mühe gegeben. Zwar verfügen die Charaktere jetzt über einen in Echtzeit berechneten Schatten, aber unterm Strich hätte man grafisch durchaus etwas mehr erwarten können. Vor allem die kleinen Ladepausen während der Perspektivenwechsel haben auf einer High-End-Konsole nichts zu suchen. Die PS2 ist ihrer kleinen Schwester technisch weitaus überlegen, und dies sollte man nicht nur durch eine höhere Auflösung zum Ausdruck bringen.“

## Comic & Verfilmung
- Jean-Marc & Randy Lofficier (Autoren), Aleksi Briclot & Matt Haley (Zeichnungen): Alone in the Dark: Life is a Hideous Thing. Semic Comics 2001 (Frankreich) bzw. Image Comics 2002 (USA).
Vorgeschichte zu Alone in the Dark: The New Nightmare, mit einer Handlung um Edward Carnby und Aline Cedrac auf der Suche nach der verschollenen Stadt Aggartha in Tibet und der Krone des Dschingis Khan. Der Titel entspricht einem Zitat von H. P. Lovecraft.[37][38]
- Alone in the Dark (2005)
Verfilmung von Uwe Boll mit Christian Slater als Edward Carnby. Setzt zeitlich kurz nach The New Nightmare an.